# Koen Geens

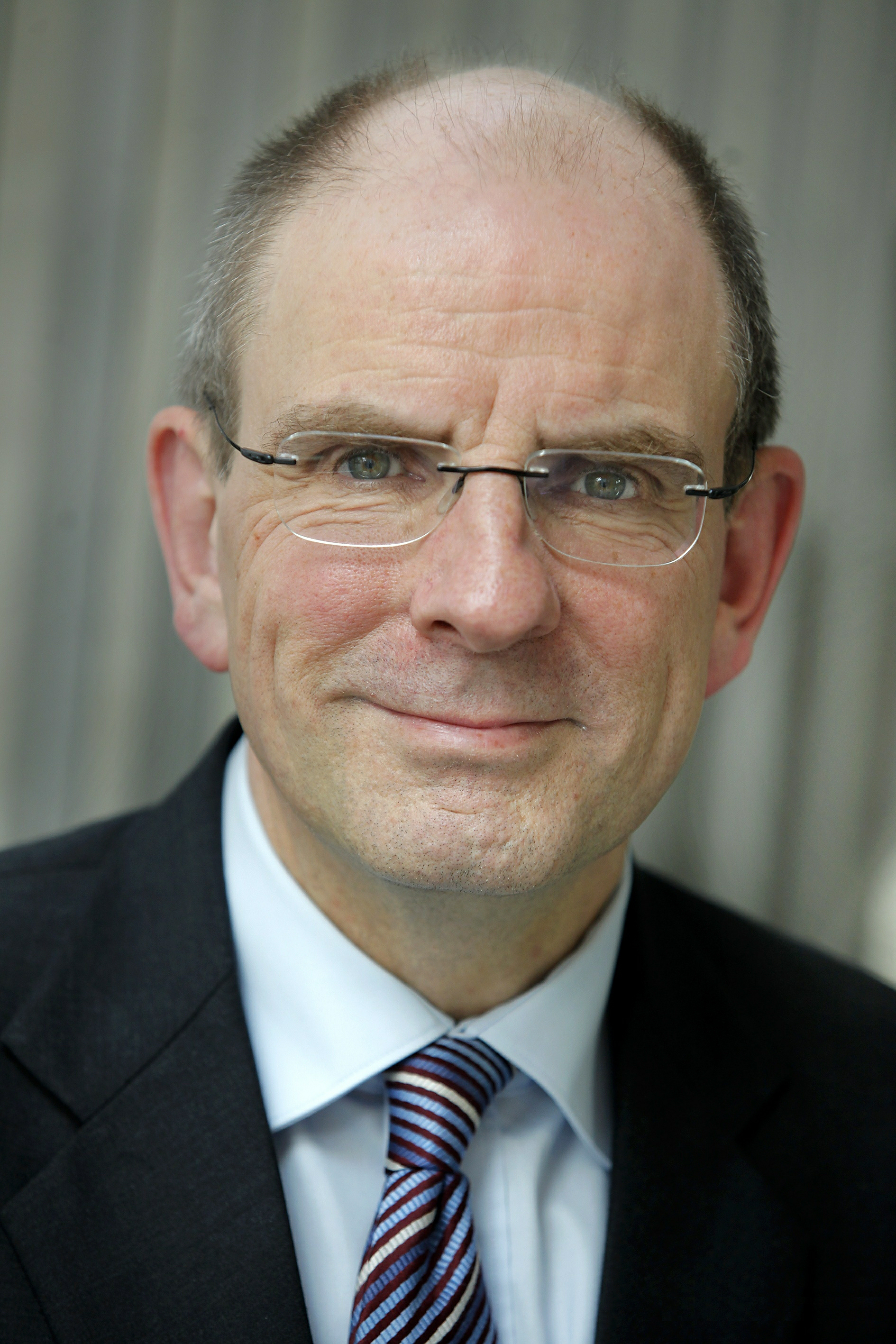
Koen Geens

Koenraad „Koen“ Frans Julia Geens (* 22. Januar 1958 in Brasschaat) ist ein belgischer Rechtswissenschaftler, Professor für Gesellschaftsrecht an der Katholieke Universiteit Leuven (K.U.Leuven) und Politiker der Christen-Democratisch en Vlaams (CD&V). Er ist seit 2014 amtierender Justizminister, derzeit in der föderalen Regierung Wilmès. Von März 2013 bis Oktober 2014 war er belgischer Finanzminister in der Regierung Di Rupo.

## Leben
Geens studierte Rechtswissenschaften – zunächst zwei Jahre lang an den Universitaire Faculteiten Sint-Ignatius Antwerpen (heute Universität Antwerpen), anschließend an der K.U.Leuven – und beendete sein Studium 1980 mit Auszeichnung. Anschließend ging er an die Harvard University, wo er 1981 seinen Master of Laws erwarb. 1986 promovierte Geens an der K.U.Leuven zum Doctor juris und wurde für seine Dissertation 1987 mit dem Staatspreis der Flämischen Gemeinschaft für Recht und Wirtschaft ausgezeichnet und 1989 mit dem Preis Baron Emile van Dievoet. Geens lehrte seit 1986 als Dozent an der K.U.Leuven und wurde 1992 zum Professor ernannt. Seit 1983 gehört er dem Rat der Rechtswissenschaftlichen Fakultät an und seit 1986 ist er Direktor des Jan Ronse Instituts für Gesellschaftsrecht.
Seine Rechtsanwaltszulassung erhielt Geens im Jahre 1989. Seit 1994 ist er für die Kanzlei Eubelius in Brüssel tätig. Zudem war Geens von 1992 bis 2000 Vorsitzender des Hoge Raad voor de Economische Beroepen und von 1999 bis 2005 Präsident der Federatie voor Vrije en Intellectuele Beroepen. Geens war ab 1992 zusammen mit Anne Benoit-Moury von der Universität Lüttich wissenschaftlicher Koordinator für die Kodifikation des belgischen Gesellschaftsrechts, welche in der Verabschiedung des Gesellschaftsgesetzbuches im Jahre 1999 mündete. Von 2007 bis Februar 2009 war Geens zudem Kabinettschef für wirtschaftliche Angelegenheiten des flämischen Ministerpräsidenten Kris Peeters.
Geens ist Chefredakteur der Tijdschrift voor Rechtspersoon en Vennootschap und des im Kluwer Verlag erscheinenden Loseblattkommentars zum Gesellschaftsrecht (Overzicht Vennootschappen en Veren. Artikelsgewijze commentaren).
Im Jahre 2009 kandidierte Geens für den zum 1. August 2009 freiwerdenden Posten des Rektors der K.U.Leuven. Er erzielte in der ersten Abstimmungsrunde mit 358 Stimmen den zweiten Platz, konnte aber in der zweiten Runde nur 573 Stimmen auf sich vereinigen und unterlag damit Mark Waer, der 682 Stimmen erzielt hatte.
Seinen Einstieg in die Politik machte Koen Geens im Jahr 2013, als er für den scheidenden Finanzminister Steven Vanackere (CD&V) in die Föderalregierung unter Premierminister Elio Di Rupo (PS) einstieg. Anlässlich der Föderalwahlen vom 25. Mai 2014 wurde Geens in die Abgeordnetenkammer gewählt und nimmt seit Oktober 2014 das Amt des Justizministers in der Regierung unter Charles Michel (MR) wahr.
Am 31. Januar 2020 beauftragte König Philippe ihn, Verhandlungen mit dem Ziel der Bildung einer neuen Regierung nach der Parlamentswahl von Mai 2019 zu führen. Geens gab den Auftrag am 14. Februar 2020 an den König zurück, nachdem die Weigerung der frankophonen Sozialisten mit der flämischen N-VA zusammenzuarbeiten, die Fortführung seiner Mission sinnlos gemacht hatte.
Seit 2012 ist er ordentliches Mitglied der Academia Europaea.
Geens ist verheiratet und Vater von zwei Kindern.

## Übersicht der politischen Ämter
- 2013–2014: Föderaler Finanzminister in der Regierung Di Rupo
- 2014–0000: Mitglied der Abgeordnetenkammer (teilweise verhindert)
- 2014–2018: Föderaler Justizminister in der Regierung Michel I
- 2018–2019: Föderaler Justizminister in der Regierung Michel II
- 2019–2020: Föderaler Justizminister in der Regierung Wilmès I
- 2020–0000: Föderaler Justizminister in der Regierung Wilmès II

## Publikationen (Auswahl)
- Het vrij beroep. Enkele theoretische beschouwingen aan de hand van een vergelijkende studie naar Belgisch recht van de reglementering ter zake van de beroepen van arts, advocaat, architect en bedrijfsrevisor. Diss., Löwen 1986.
- Corporations and partnerships in Belgium. Mit Bart Servaes. Kluwer law international, Den Haag 1997, ISBN 90-411-0479-8.
- Handels- en vennootschapsrecht: studieboek voor economiestudenten. Mit Gabriël Luc Ballon und Jules Stuyck. Kluwer, Mechelen 2005, ISBN 90-4650-663-0.
- Inleiding tot het economisch recht. Mit Luc Ballon, Jules Stuyck und Evelyne Terryn. Kluwer, 2008.